# Ту-160
Ту-160 (заводское обозначение: «изделие 70», обозначение разработчика — «К», в классификации НАТО — «Blackjack») — советский и российский межконтинентальный сверхзвуковой стратегический бомбардировщик-ракетоносец с крылом изменяемой стреловидности (многорежимный), разработанный в ОКБ Туполева в 1970-х годах.
Является самым крупным и самым мощным по некоторым показателям в истории военной авиации сверхзвуковым самолётом и самолётом с крылом изменяемой стреловидности, самым тяжёлым боевым самолётом в мире, имеющим наибольшую среди бомбардировщиков максимальную взлётную массу, а также самым скоростным бомбардировщиком из находящихся на вооружении в настоящее время. В среде лётчиков получил прозвище «Белый лебедь».
Главный конструктор — В. И. Близнюк. На самолёте установлено 46 мировых рекордов.

## История

### Выбор концепции
В 1960-х годах Советский Союз развивал стратегические ракетные вооружения, в то же время США делали ставку на стратегическую авиацию. Политика, проводившаяся Никитой Хрущёвым, привела к тому, что к началу 1970-х годов СССР располагал мощной системой ракетно-ядерного сдерживания, но стратегическая авиация имела в своём распоряжении лишь дозвуковые бомбардировщики Ту-95 и М-4, не способные преодолеть противовоздушную оборону (ПВО) стран НАТО.
Считается, что толчком для разработки нового советского бомбардировщика послужило решение США разработать в рамках проекта AMSA (Advanced Manned Strategic Aircraft, ставший впоследствии Rockwell B-1 Lancer) новейший стратегический бомбардировщик. В 1967 году Совет Министров СССР постановил начать работы над новым многорежимным стратегическим межконтинентальным самолётом.
К будущему самолёту предъявлялись следующие основные требования:
- дальность полёта на скорости 2200—2500 км/ч и высоте 18 тыс. метров в пределах 11—13 тыс. км;
- дальность полёта в дозвуковом режиме на высоте и у земли — 16—18 тыс. и 11—13 тыс. км соответственно;
- самолёт должен был приближаться к цели на крейсерской дозвуковой скорости, а преодолевать ПВО противника — в сверхзвуковом высотном режиме или на крейсерской скорости у земли;
- суммарная масса боевой нагрузки — до 45 тонн.

### Проекты
Проект изначально создан в ОКБ Мясищева и впоследствии был передан ОКБ Туполева.
Результаты проектных работ по сверхзвуковому многорежимному самолёту М-18 с крылом изменяемой стреловидности, выполнявшиеся на конкурсной основе по требованиям ВВС к тяжёлому стратегическому бомбардировщику, в 1972 году были признаны лучшими среди аналогичных работ ОКБ ММЗ «Кулон» генерального конструктора П. О. Сухого (Т-4МС) и ОКБ ММЗ «Скорость» генерального конструктора А. С. Яковлева. Проект М-18 поддержали ЦАГИ и НТС МАП. Однако руководство МАП принимает другое решение: для дальнейших работ по сверхзвуковому бомбардировщику передать материалы проекта М-18 в ОКБ ММЗ «Опыт» генерального конструктора А. Н. Туполева. На это решение повлияли такие причины, как малочисленность воссозданного во второй половине 1960-х годов ОКБ В. М. Мясищева и отсутствие у него необходимой научно-технической и производственной базы.
К работам по новому бомбардировщику приступили ОКБ Сухого и ОКБ Мясищева. ОКБ Туполева ввиду большой загруженности привлечено не было.
К началу 1970-х годов оба ОКБ подготовили свои проекты — четырёхдвигательный самолёт с изменяемой геометрией крыла. В то же время, несмотря на некоторое сходство, они использовали разные схемы.
ОКБ Сухого работало над проектом Т-4МС («изделие 200»), сохранявшим определённую преемственность с предыдущей разработкой — Т-4 («изделие 100»). Было проработано множество вариантов компоновок, но в итоге конструкторы остановились на интегральной схеме типа «летающее крыло» с поворотными консолями сравнительно малой площади.
ОКБ Мясищева также после проведения многочисленных исследований пришло к варианту с изменяемой геометрией крыла. В проекте М-18 использовалась традиционная аэродинамическая схема. Прорабатывался также проект М-20, построенный по аэродинамической схеме «утка».
После того, как в 1969 году ВВС представили новые тактико-технические требования к перспективному многорежимному стратегическому самолёту, к разработке также приступило ОКБ Туполева. Здесь имелся богатый опыт решения проблем сверхзвукового полёта тяжёлых самолётов, полученный в процессе разработки и производства пассажирского самолёта Ту-144, в том числе опыт проектирования конструкций с большим ресурсом работы в условиях сверхзвукового полёта, разработки теплозащиты планера самолёта и так далее.
Туполевцы первоначально отклонили вариант с изменяемой геометрией, поскольку вес механизмов поворота консолей крыла сводил на нет все преимущества такой схемы, и взяли за основу гражданский сверхзвуковой самолёт Ту-144.
В 1972 году комиссия рассмотрела представленные на конкурс проекты ОКБ Сухого («изделие 200») и ОКБ Мясищева (М-18). Рассматривался также внеконкурсный проект ОКБ Туполева. Членам конкурсной комиссии больше всего понравился проект ОКБ Мясищева, который в большей степени отвечал заявленным требованиям ВВС. Самолёт по своей универсальности мог применяться для решения разного рода задач, имел широкий диапазон скоростей и большую дальность полёта. Однако, учитывая опыт ОКБ Туполева по созданию таких сложных сверхзвуковых самолётов как Ту-22М и Ту-144, разработку стратегического самолёта-носителя поручили туполевцам. Все материалы для дальнейшего ведения работ решено было передать ОКБ Туполева.
Хотя проект ОКБ Мясищева в значительной мере повторял американский самолёт B-1, полного доверия у В. И. Близнюка и других разработчиков к нему не было, поэтому проектирование самолёта началось «с чистого листа», без прямого использования материалов ОКБ Мясищева.
В том же 1972 году ОКБ Туполева, ЦАГИ, другие организации и предприятия отечественного ВПК, а также и научно-исследовательские институты ВВС приступили к выполнению широкой программы по оптимизации схемы, параметров будущего самолёта, его силовой установки, выбору конструкционных материалов и разработке необходимых технологий, выбору наилучшей структуры и взаимосвязи комплексов и систем бортового оборудования и вооружения.
Эскизный проект начал прорабатываться в 1975 году, при этом за основу была принята компоновка Ту-144 и нереализованный проект Ту-135. Получался однорежимный самолёт, ТТХ которого не соответствовали требованиям заказчика. В результате в КБ вспомнили о созданном ими многорежимном Ту-22М с крылом изменяемой стреловидности, и на основе наработок по крылу Ту-22М было решено пересмотреть проект. Так начались работы по Ту-160М (позднее букву М убрали).
В 1977 году КБ Кузнецова была заказана разработка двигателей НК-32, проходивших под шифром «изделие Р». В 1980 году новый двигатель начали испытывать на летающей лаборатории Ту-142ЛЛ (переделанный Ту-142М). В КБ Туполева тем временем рассматривались различные схемы размещения двигателей на самолёте, а в ЦАГИ прошли продувку 14 вариантов компоновки СУ. Остановились на варианте разнесённых пар, как оптимальном.
В конце 1977 года утверждён эскизный проект и началась постройка первых трёх машин.
Всего работами по Ту-160 в СССР, в той или иной форме, занималось около 800 предприятий и организаций различного профиля. Огромный вклад в создание изделия «70» внесли ЛИИ, НИАС, ВИАМ, НИАТ, объединения «Труд», «Радуга», «Электроавтоматика», МИЭА и другие отраслевые институты и предприятия.

### Испытания
Первые самолёты строились в Москве на ММЗ «Опыт», в широкой кооперации с КАПО.
Самолёт «70-01» (борт № 18) предназначался для первого этапа лётных испытаний. Со второй половины ноября 1981 года на нем начались пробежки по аэродрому. Первый вылет состоялся 18 декабря 1981 года, причём по личной инициативе лётчика-испытателя Б. И. Веремея: в задании была всего лишь скоростная пробежка. Полёт по кругу прошёл успешно, а Веремей вскоре был награждён звездой Героя Советского Союза. В дальнейшем эта машина несколько лет использовалась для лётных испытаний различного характера, и именно на ней в 1985 году впервые вышли на сверхзвук.
Второй прототип самолёта (изделие «70-02») — натурный планер без оборудования для статических испытаний и не предназначался для полётов.
Машина «70-03» (борт № 29) заложена в 1977 году, строилась 7 лет, поднялась в воздух 6 октября 1984 года. На этом самолёте уже установили штатное оборудование (на «70-01» многого оборудования не было, также использовались системы-заменители и старые варианты оборудования), был облагорожен планер.
15 августа 1986 года из ворот сборочного цеха КАПО им. Горбунова в Казани была выкачена четвёртая серийная машина, ставшая первой строевой (серия № 01-01).
Всего было построено 8 самолётов двух опытных серий. Первый этап заводских и госиспытаний проводился на базе ОКБ в ЛИИ, затем испытания перенесли в НИИ ВВС в Ахтубинске, где с борта отрабатывалось практическое применение ракет Х-55. При пусках широко использовался командно-измерительный пункт, построенный на базе Ил-76.
В марте 1987 года в ходе испытаний потерян Ту-160 сер. № 01-02.
Госиспытания машины завершены в 1989 году.

### Опытная эксплуатация
Войсковые испытания самолёта было решено проводить на базе строевой части — 184-го гвардейского тяжёлого бомбардировочного авиационного Полтавско-Берлинского Краснознамённого полка, дислоцированного в Прилуках (Черниговская обл. УССР). Полк до этого был вооружён Ту-22М3 и Ту-16. Под Ту-160 ВПП аэродрома была удлинена до 3000 метров. Войсковые испытания проводились опережающими темпами, ещё до завершения госиспытаний. Обучение личного состава проводилось непосредственно на Казанском авиазаводе. Полковые остряки за характерный внешний вид окрестили самолёт — камбала.
Первая пара Ту-160 приземлилась в Прилуках 25 апреля 1987 г. 12 мая 1987 года состоялся первый вылет с аэродрома экипажа испытателей, а 1 июня поднялся строевой экипаж. К концу года в полку было 10 Ту-160, также продолжали эксплуатироваться Ту-22М3 и Ту-16, причём по мере поступления Ту-160 Ту-22М3 передавались в другие части, а Ту-16 утилизировались. В 1991 году были полностью укомплектованы две авиационные эскадрильи (21 машина по документам, фактически — 19), Ту-22М3 все переданы. Третью АЭ вооружили учебными самолётами Ту-134УБЛ.
С высокой интенсивностью в полку проводилось освоение ракетного комплекса. Уже летом 1987 года состоялись первые пуски ракет Х-55, которые затем регулярно выполнялись на полигоне НИИ ВВС.
В 1991 году состоялся первый вылет за пределы территории СССР.
Опытная эксплуатация выявила множество проблем, которые в меру возможностей постепенно решались представителями ОКБ и промышленности. Так, двигатели НК-32 имели электронную систему регулирования, которая регулярно отказывала, что приводило к отключению двигателя в полёте или к незапуску на земле. Воздухозаборники двигателей оказались склонными к зуду (резонансные вибрации), от которого образовывались трещины и вылетали заклёпки. Проблему решили заменой первых секций воздушных каналов и усилением кромок.
Низкая надёжность системы уборки-выпуска шасси вынудила несколько месяцев в 1988 году летать без уборки шасси, пока механизм не доработали.
Был случай несанкционированного самозатормаживания колёс шасси на взлёте, что привело к разрушению пневматиков.
На больших скоростях полета расслаивались и «хлопали» клееные сотовые панели стабилизатора, на двух самолётах отвалился большой кусок оперения. Стабилизаторы были заменены на усиленные меньшей площади. В одном из полётов оторвался кусок обтекателя форкиля.
Абсолютно неприемлемой надёжностью обладал бортовой комплекс обороны. Был заменён хвостовой обтекатель антенн БКО, что сразу снизило вибрации.
Система кондиционирования поддерживала в кабине давление, соответствующее высоте 5000 метров, что вынуждало экипаж проводить весь полёт в кислородных масках. Также большой проблемой оставалось истребительное катапультное кресло К-36ДМ, комбинезоны, шлемы, кислородные маски, мало приспособленные для многочасовых полётов. Вызывало нарекание отсутствие высотных морских спасательных костюмов ВМСК.
Шум в зоне обслуживания самолёта многократно превышает все допустимые нормы, достигая 130 дБ (при запуске ВСУ он на 45 дБ превышает болевой порог). Для техсостава требуется применение наушников, спецобуви и антивибрационных поясов.
В гидросистеме самолёта применялось токсичное синтетическое масло.
Постепенно надёжность самолёта была доведена до приемлемого уровня, а затем по этому показателю Ту-160 даже превзошёл Ту-16 и значительно опередил Ту-22М3.
Для подготовки самолёта к вылету требуется до двадцати различных спецавтомобилей, в том числе три топливозаправщика ТЗ-60. Первоначально один самолёт к вылету готовился летным составом всей эскадрильи — неделю, что по вполне понятным причинам совершенно недопустимо. Постепенно, с отработкой технологического процесса и устранением детских болезней, сроки подготовки самолёта к полёту были доведены до разумных временных рамок.
На один лётный час Ту-160 требуется 64 человеко-часа работы наземного персонала (работа наземного персонала обеспечивает один самолёто-вылет; предполетная подготовка изменяется в зависимости от целей и задач вылета, от длительности полёта она меняется слабо).

## Конструкция
Ту-160 выполнен по схеме интегрального низкоплана с крылом изменяемой стреловидности, трёхопорным шасси, цельноповоротными стабилизатором и килем. Механизация крыла включает предкрылки, двухщелевые закрылки, для управления по крену применяются интерцепторы и флапероны.
Четыре двигателя НК-32 установлены попарно в мотогондолах в нижней части фюзеляжа. В качестве автономного энергоузла (ВСУ) применяется ТА-12.

### Фюзеляж
Планер интегральной схемы. Технологически состоит из шести основных частей, от Ф-1 до Ф-6. В носовой негерметичной части установлена антенна РЛС в радиопрозрачном обтекателе, за которым следует негерметичный отсек радиооборудования. Центральная неразъёмная часть самолёта длиной 47,368 м включает в себя собственно фюзеляж с кабиной экипажа и двумя грузоотсеками (отсеками вооружения), между которыми находится кессон-отсек центроплана и неподвижная часть крыла; гондолы двигателей и хвостовая часть фюзеляжа с килевой надстройкой. Кабина представляет собой единый гермоотсек, в котором, помимо рабочих мест экипажа, размещается различное электронное оборудование самолёта.

### Крыло
Крыло на самолёте изменяемой стреловидности. Размах крыла при минимальной стреловидности составляет 55,7 м. Поворотный узел и система управления в общем аналогичны Ту-22М, но соответственно пересчитаны и усилены. Поворотная часть крыла переставляется по передней кромке с 20 до 65 градусов. Крыло кессонной конструкции, выполнено в основном из алюминиевых сплавов. По передней кромке установлены четырёхсекционные предкрылки, по задней — трёхсекционные двухщелевые закрылки. Корневая часть секции закрылка на поворотной части одновременно является гребнем, предназначенным для плавного сопряжения крыла с центропланом при минимальной стреловидности. Для управления по крену установлены шестисекционные интерцепторы и флапероны. Внутренние полости крыла служат топливными баками.
На земле перестановка крыла на большие углы запрещена (без специальных приспособлений), так как из-за смещения центровки самолёт падает «на хвост».

### Шасси
На самолёте трёхопорное шасси с передней и парой основных стоек. Передняя стойка расположена в носовой части фюзеляжа в негерметичной нише под техотсеком и убирается назад по потоку. На передней стойке два колеса 1080×400 мм с аэродинамическим дефлектором, защищающим от попадания посторонних частиц (мусора) от колёс в воздухозаборники двигателей. Через нишу передней ноги, по наземному трапу, осуществляется вход в кабину экипажа. Основные стойки имеют трёхосные тележки с шестью колёсами 1260×485 мм на каждой. Они убираются в гондолы, назад по полёту, при этом укорачиваются, что требует меньшего внутреннего объёма отсеков. При выпуске стойки выдвигаются, одновременно смещаясь во внешние стороны на 60 см, увеличивая колею (что положительно сказывается на устойчивости при рулении). Сами отсеки основных стоек одновременно являются техотсеками для размещения различного оборудования. Колея шасси — 5400 мм, база шасси — 17 880 мм. На передней стойке двухкамерный газомасляный амортизатор, на основных стойках — трёхкамерные. Колёса передней стойки поворотные, с управлением от педалей путевого управления в кабине лётчиков.

### Силовая установка
На самолёте установлены четыре двигателя НК-32 с тягой 14000 кгс (на форсаже 25000 кгс), являющиеся дальнейшим развитием линейки НК-144, НК-22 и НК-25.
Конструктивно НК-32 — трёхвальный двухконтурный двигатель со смешением потоков на выходе и общей форсажной камерой с регулируемым соплом. Осевой трёхкаскадный компрессор имеет пятнадцать ступеней и состоит из трёх узлов: трёхступенчатого компрессора низкого давления, пятиступенчатого компрессора среднего давления и семиступенчатого — высокого давления. Разделение воздушного потока по контурам осуществляется за компрессором НД, отбор воздуха на самолётные нужды происходит за компрессором ВД. Камера сгорания — кольцевого типа, многофорсуночная с двумя пусковыми воспламенителями. В форсажной камере происходит смешение потоков и дожигание топлива на режиме форсажа. На коробке приводов установлен гидронасос, генератор постоянного тока и привод-генератор переменного трёхфазного тока. Раскрутка двигателя при запуске — от воздушного стартёра.
Двигатели размещаются попарно в гондолах под фюзеляжем. Воздухозаборники прямоугольного сечения с вертикально расположенным регулируемым клином и шестью створками воздушной подпитки.
ВСУ ТА-12 обеспечивает самолёт электроэнергией и сжатым воздухом на земле, а также может использоваться в качестве аварийного источника энергии в воздухе на высотах до 7 км.

### Гидросистема
На самолёте применяется четыре параллельно работающие гидросистемы высокого давления с давлением нагнетания 280 кг/см², в качестве рабочей жидкости используется синтетическое масло 7-50С-3. Гидропривод служит для перемещения управляющих поверхностей, взлётно-посадочной механизации и шасси, управления барабанами пусковых установок и др. Гидронасосы установлены по два на каждом двигателе, в качестве резерва применяются турбонасосные установки ВСУ, ТНУК.

### Топливная система
Состоит из 13 баков в фюзеляже и крыле. Заправочная ёмкость топливных баков составляет около 110 000 л азотированного авиационного топлива Т-8. Каждый двигатель питается из своего расходного бака. Часть топлива используется для центровки. В носовой части установлена убирающаяся в полёте штанга топливоприёмника воздушной дозаправки.

### Электроснабжение
На каждом из четырёх двигателей установлены бесколлекторный генератор постоянного тока и привод-генератор переменного тока ГП-22 мощностью 120 кВА. В качестве резервного источника на земле и в полёте используются генераторы ВСУ ТА-12.

### Вооружение
Изначально самолёт строился исключительно как ракетоносец — носитель крылатых ракет большой дальности с ядерной БЧ.
Состоящие на вооружении Ту-160 стратегические крылатые ракеты Х-55СМ предназначены для поражения стационарных целей с заранее заданными запрограммированными координатами, ввод которых осуществляется в память ракеты перед вылетом бомбардировщика. Ракеты размещаются на двух барабанных пусковых установках МКУ-6-5У (схожие установлены на Ту-95МС) по шесть штук, в двух грузовых отсеках самолёта. Для поражения целей на меньшей дальности в состав вооружения могут входить аэробаллистические ракеты Х-15С (24 ракеты, по 12 на каждой МКУ).
Самолёт после соответствующего переоборудования может оснащаться также свободнопадающими бомбами (до 40 000 кг) различного калибра, в том числе и ядерными, разовыми бомбовыми кассетами, морскими минами и другим вооружением.
В 2015 году вооружение бомбардировщика существенно усилили за счёт введения в его состав высокоточных крылатых ракет нового поколения Х-555 и Х-101, имеющих увеличенную дальность и предназначенных для поражения как стратегических, так и тактических наземных и морских целей практически всех классов.
В 2023 году, по информации Минобороны, Ту-160 получили на вооружение новые крылатые ракеты Х-БД, дальностью более 6500 км. На самолёте устанавливаются две кассеты по шесть боеприпасов.

### Пилотажно-навигационное, приборное и радиоэлектронное оборудование
На Ту-160 установлена четырёхканальная (иначе говоря — с четырёхкратным резервированием) электродистанционная аналогово-цифровая автоматическая бортовая система управления АБСУ-200, с дублированием механической проводкой. Управление самолётом сдвоенное, установлены не штурвалы, как принято на тяжёлых машинах, а ручки (РУС). По тангажу самолёт управляется при помощи цельноповоротного стабилизатора, по крену — флаперонами и интерцепторами, по курсу — цельноповоротным килем. Навигационная система двухканальная астроинерциальная — К-042К. Прицельно-навигационный комплекс «Обзор-К» включает в себя РЛС переднего обзора и оптико-телевизионный прицел ОПБ-15Р. Бортовой комплекс обороны «Байкал» имеет средства радиотехнического и ИК обнаружения угрозы, системы радиопротиводействия и отстреливаемые патроны-ловушки. Для работы с ракетным вооружением используется отдельная система (СУРО). Большинство оборудования самолёта комплексировано в зависимости от решения текущей задачи.
Приборные панели экипажа оборудованы традиционными стрелочными приборами (большей частью аналогичными тем, что использованы на Ту-22М), многофункциональные индикаторы на жидких кристаллах в самолёте отсутствуют. В то же время, проведена большая работа по улучшению эргономики рабочих мест и сокращению количества приборов и индикаторов, в сравнении с рабочими местами экипажа Ту-22М3.
На приборной панели командира корабля установлены следующие приборы и индикаторы:
- индикатор радиовысотомера А-034,
- авиагоризонт резервный АГР-74,
- индикатор радиомагнитный РМИ-2Б,
- индикатор положения ИП-51,
- индикатор вертикальных параметров ИВП-1,
- комбинированный прибор ДА-200,
- указатель высотомера УВ-2Ц или УВО-М1,
- высотомер барометрический ВМ-15,
- прибор командный пилотажный ПКП-72,
- прибор навигационный плановый ПНП-72,
- индикатор скорости ИСП-1,
- указатель скорости комбинированный КУС-2500 или КУС-3 (в зависимости от года выпуска самолёта),
- индикатор системы предупреждения об облучении РЛС.

На приборной панели второго пилота установлены следующие индикаторы и приборы:
- индикатор вертикальных параметров ИВП-1 или блок световой сигнализации (зависит от года выпуска самолёта),
- индикатор скорости ИСП-1,
- указатель скорости комбинированный КУС-2500 или КУС-3 (зависит от года выпуска самолёта),
- прибор командный пилотажный ПКП-72,
- прибор навигационный плановый ПНП-72,
- комбинированный прибор ДА-200,
- указатель высотомера УВ-2Ц или УВО-М1,
- индикатор радиовысотомера А-034.

## Производство
В 1984 году Ту-160 был запущен в серийное производство, на Казанском авиационном заводе (КАПО). Первая серийная машина (№ 1-01) поднялась в воздух 10 октября 1984, вторая серийная (№ 1-02) — 16 марта 1985 года, третья (№ 2-01) — 25 декабря 1985, четвёртая (№ 2-02) — 15 августа 1986 года.
В январе 1992 года Борис Ельцин принял решение о возможной приостановке продолжавшегося серийного выпуска Ту-160 в том случае, если США прекратят серийное производство самолёта B-2. К этому времени было выпущено 35 самолётов.
К 1994 году КАПО передало ВВС России шесть бомбардировщиков Ту-160. Они были дислоцированы на аэродроме под Энгельсом в Саратовской области.
В мае 2000 года новый Ту-160 (б/н «07» «Александр Молодчий») вошёл в боевой состав ВВС.
Комплекс Ту-160 принят на вооружение в 2005 году.
12 апреля 2006 года было объявлено о завершении государственных испытаний модернизированных двигателей НК-32 для Ту-160. Новые двигатели отличаются значительно возросшим физическим ресурсом и повышенной надёжностью.
28 декабря 2007 года в Казани первый полёт совершил новый серийный Ту-160.
29 апреля 2008 года в Казани состоялась церемония передачи нового самолёта на вооружение ВВС России, новый самолёт получил имя «Виталий Копылов» (в честь бывшего директора КАПО Виталия Копылова) и включён в состав 121-го Гвардейского авиационного Севастопольского Краснознамённого тяжёлого бомбардировочного полка, базирующегося в Энгельсе. 

Планировалось, что в 2008 году будут модернизированы три строевых Ту-160.
23 апреля 2020 авиазавод передал Министерству обороны РФ два модернизированных Ту-160 — «Иван Ярыгин» и «Василий Решетников».

### Ту-160М

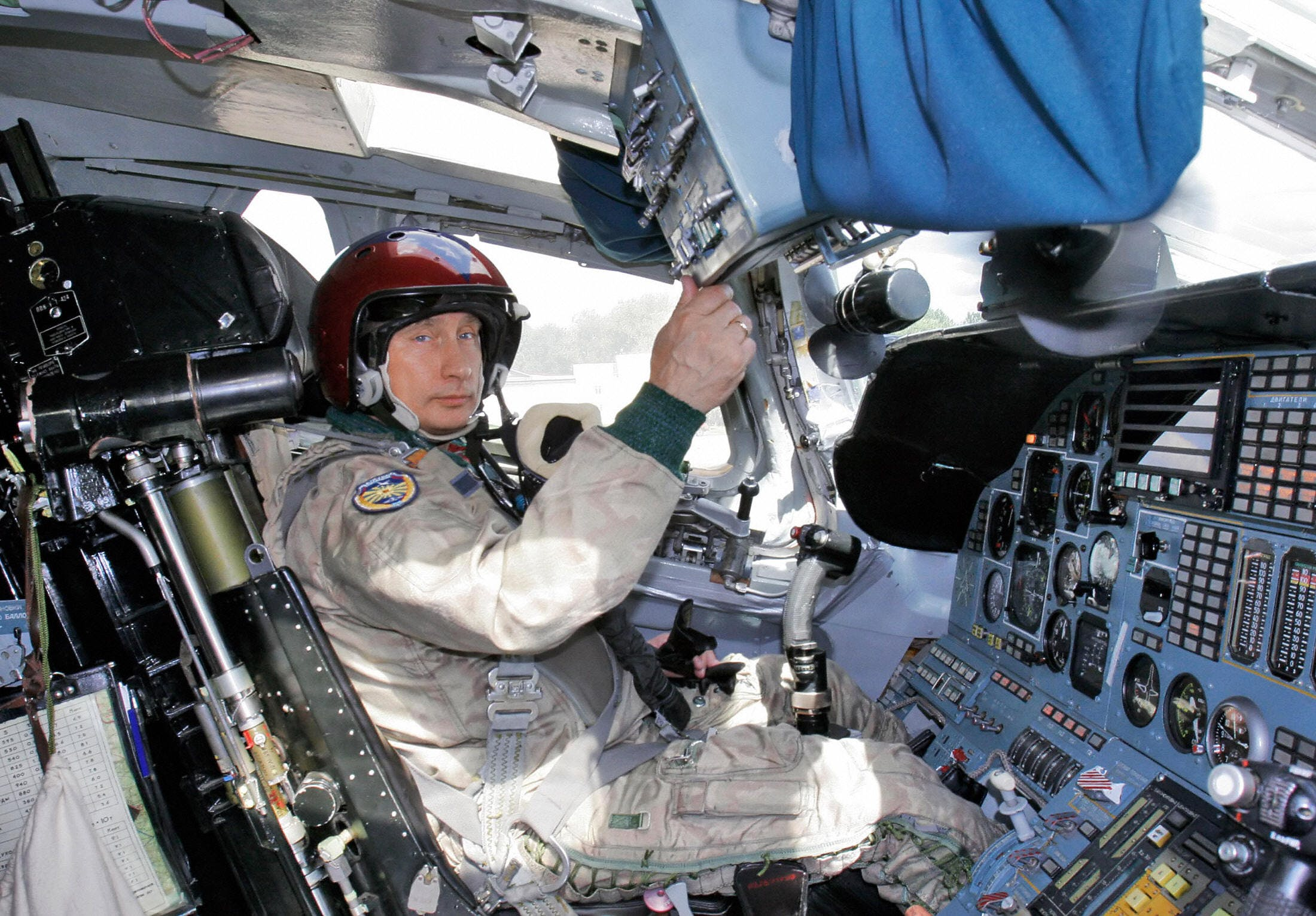
Владимир Путин в кабине «Белого лебедя», 2005 год

Ту-160М — проект глубокой модернизации исходного Ту-160. Предусматривает установку модернизированных двигателей НК-32-02 и замену обширной номенклатуры бортового оборудования на современное, в том числе добавление комплекса самообороны в задней полусфере.
В рамках проекта предусмотрена как модернизация ранее выпущенных машин в вариант Ту-160М, так и производство полностью новых самолётов, которые получат индекс Ту-160М2.
В 2015 году министр обороны принял решение о возобновлении серийного производства самолётов Ту-160. Программа производства новых Ту-160М призвана обновить и увеличить парк дальней авиации и ликвидировать нехватку стратегических самолётов до завершения создания и начала серийного производства стратегического ракетоносца нового поколения ПАК ДА.
Ту-160М создается полностью «цифровым» — вся документация, чертежи, производственный процесс самолёта оцифрованы и записаны в компьютерной документации. Они станут носителями крылатых ракет большой дальности типа неядерных Х-555 и Х-101, а также ядерных Х-102, в перспективе самолёт станет носителем новых гиперзвуковых ракет воздушного базирования.
В январе 2018 года был заключён государственный контракт на 10 новых Ту-160М2 с поставкой до 2027 года. 20 декабря 2018 заместитель министра обороны РФ Алексей Криворучко заявил о начале производства на Казанском авиационном заводе первых модернизированных Ту-160М2 новой постройки. На авиазаводе обновлено производственное оборудование и восстановлены технологические процессы сварки титановых деталей конструкции самолёта.
Первый подобный серийный бомбардировщик должен был поступить в войска в 2021 году.
Первый вновь произведенный Ту-160М2 совершил свой первый полет в Казани 12 января 2022 года, а в декабре 2022 г. на испытательную станцию был передан второй вновь произведённый Ту-160М2.
К лету 2023 года первый Ту-160М вышел на программу совместных государственных испытаний, а вторая машина — на заводские лётные испытания, за ними последуют госиспытания и подготовка к сдаче ВВС России.
Передача в войска модернизированных самолётов неоднократно откладывалась. Так, в январе 2019 года министр обороны Шойгу заявил о том, что первый Ту-160М (модернизированный из существующих) должен поступить в войска уже в 2021 году. В середине 2023 года ожидалась поставка сразу 4 Ту-160М (из них 2 Ту-160М модернизированных и 2 Ту-160М2 новой постройки) в срок «до конца года». В декабре 2024 года министр обороны Белоусов заявил, что «в следующем году примем в состав авиационных стратегических сил четыре стратегических ракетоносца Ту-160М».

### Экземпляры
Большинство стратегических ракетоносцев Ту-160 имеют собственные имена. Бортовые номера самолётов, находящихся в строю ВВС, выделены жирным шрифтом.
| Самолёты Ту-160 | Самолёты Ту-160                          | Самолёты Ту-160 | Самолёты Ту-160     | Самолёты Ту-160 | Самолёты Ту-160  |
| Серийный №      | Бортовой №                               | RF              | Имя                 | Примечание | Фотография       |
| --------------- | ---------------------------------------- | --------------- | ------------------- | --- | ---------------- |
| 70-01           | 18, Б№ 242 с 1996                        |                 |                     | Первый лётный образец. Находился на территории ЛИИ до 2014 г. Утилизирован. |                  |
| 70-02           |                                          |                 |                     | Построен для прочностных испытаний, натурный планер | —                |
| 70-03           | 29 на госиспытаниях                      |                 |                     | Второй лётный образец, состав оборудования = серийному. Находится на КАПО с 2008 г. |                  |
| 1-01            | 30 на госиспытаниях                      |                 |                     | Первый серийный самолёт, находился на территории ЛИИ до 2018 г. Утилизирован. | ,                |
| 1-02            | 56                                       |                 |                     | Второй серийный самолёт, потерян в аварии, экипаж успешно катапультировался | —                |
| 2-01            | 86 на госиспытаниях                      |                 | Генерал Ермолов     | Третий серийный самолёт, на хранении в ЛИИ. Не в лётном состоянии. |                  |
| 2-02            | 19 (ранее 87)                            | 94113           | Валентин Близнюк    | Авиабаза Энгельс, модернизация М1 в 2006 г. |                  |
| 2-03            | 30                                       |                 |                     | Распилен в Прилуках, один из первых двух Ту-160 поступивших в ВВС СССР. | фото № 30        |
| 3-01            | 31                                       |                 |                     | Распилен в Прилуках, один из первых двух Ту-160 поступивших в ВВС СССР. | фото № 22 и № 31 |
| 3-02            | 32                                       |                 |                     | Распилен в Прилуках | —                |
| 3-03            |                                          |                 |                     | Планер для прочностных испытаний | —                |
| 3-04            | 33                                       |                 |                     | Распилен в Прилуках, 1989—1990 г.г. — участвовал в установлении мировых рекордов | № 33             |
| 3-05            | 25                                       |                 |                     | Распилен в Прилуках | —                |
| 4-01            | До 1995 № 63 красный, после 342 синий 09 | 94444           | Борис Веремей       | Второй из модернизируемых до Ту-160М |                  |
| 4-02            | 26                                       |                 |                     | Находился в Прилуках, с 2000 года в авиационном музее в Полтаве. Суммарный налёт 430 часов. |                  |
| 4-03            | 20                                       |                 |                     | Распилен в Прилуках |                  |
| 4-04            | 21                                       |                 |                     | Распилен в Прилуках | —                |
| 4-05            | 14(2)                                    | 94103           | Игорь Сикорский     | Был перебазирован из Прилук в Энгельс, прежний б/н 22 Первый из модернизируемых до Ту-160М | № 14             |
| 5-01            | 23                                       |                 |                     | Распилен в Прилуках |                  |
| 5-02            | 24                                       |                 |                     | В Прилуках, первым показательно распилен 16 ноября 1998 года; налёт 466 часов | распил № 24      |
| 5-03            | 16                                       | 94107           | Алексей Плохов      | Был перебазирован из Прилук в Энгельс. Прошёл модернизацию |                  |
| 5-04            | 17                                       | 94110           | Валерий Чкалов      | Именован «Прилуки». На борту был нанесён также старинный герб Прилук. Был перебазирован из Прилук в Энгельс |                  |
| 5-05            | 15                                       | 94108           | Владимир Судец      | Прошёл капитальный ремонт на КАПО в 2013 |                  |
| 6-01            | 10                                       | 94100           | Николай Кузнецов    | Был перебазирован из Прилук в Энгельс. Именован 9 августа 2008 | № 10             |
| 6-02            | 11                                       | 94114           | Василий Сенько      | Был перебазирован из Прилук в Энгельс. Прошёл модернизацию в 2016 году |                  |
| 6-03            | 12                                       | 94109           | Александр Новиков   | Прибыл в КАПО в 2011 году для проведения контрольно-восстановительного обслуживания, планируется к сдаче МО РФ в 2012 году |                  |
| 6-04            | 14(1)                                    |                 |                     | Распилен в Прилуках в 1999 году, имея налёт менее 100 часов | № 14             |
| 6-05            | 18                                       | 94111           | Андрей Туполев      | Пожар третьего двигателя при перелёте на показ в Мачулищи зимой 1991/1992 года. Был последним перебазирован из Прилук в Энгельс. 19 декабря 2014 года передан Министерству обороны после капитального ремонта с модернизацией | № 18             |
| 7-01            | 01                                       |                 | Михаил Громов       | Постсоветского производства. Потерпел катастрофу в 2003 году, экипаж погиб. | —                |
| 7-02            | 02                                       | 94102           | Василий Решетников  | Прошёл контрольно-восстановительное обслуживание в КАПО в 2009 году. Прошёл ремонт и модернизацию на Казанском авиационном заводе в 2017—2019 годах                                                                           |                  |
| 7-03            | 03                                       | 94101           | Павел Таран         | Прошёл контрольно-восстановительное обслуживание в КАПО в 2011 году |                  |
| 7-04            | 04                                       | 94112           | Иван Ярыгин         | Прошёл контрольно-восстановительное обслуживание в КАПО в 2010 году. Прошёл ремонт и модернизацию на Казанском авиационном заводе в 2017—2019 годах                                                                           |                  |
| 7-05            | 05                                       | 94104           | Александр Голованов | Постсоветского производства. В 1995 году получил имя «Илья Муромец». В 1999 году переименован. Проходит контрольно-восстановительное обслуживание в КАПО, планируется к сдаче МО РФ в 2012 году                               | —                |
| 8-01            | 06                                       | 94105           | Илья Муромец        | Прошёл контрольно-восстановительное обслуживание в КАПО в 2009 году Третий из модернизируемых до Ту-160М |                  |
| 8-02            | 07                                       | 94106           | Александр Молодчий  | Первый полёт в 1999 году. Передан ВВС в 2000 году Четвёртый из модернизируемых до Ту-160М | —                |
| 8-03            | 08                                       | 94115           | Виталий Копылов     | Выпущен на КАПО в 2008 году |                  |
| 8-04            | ?                                        | ?               | Пётр Дейнекин       | Модернизированный Ту-160. Выкатка в Казани на заводе С. П. Горбунова 16 ноября 2017 года. Первый полёт был совершён в январе 2018                                                                                             |                  |
| 9-01            |                                          |                 | Валентина Терешкова | Первый из Ту-160М2 новой постройки, первый полёт 12 января 2022 года. Создан «по линии ОКР Минпромторга». |                  |
| 9-02            | 22                                       |                 | Минтимер Шаймиев    | Второй Ту-160М2 новой постройки, первый из серии предназначенной для поставки в ВКС РФ. |                  |
| 9-03            | 23                                       |                 |                     | |                  |

Также, по данным годовой бухгалтерской отчётности КАПО за 2011 год, прошли капитальный ремонт и контрольно-восстановительное обслуживание следующие серийные номера Ту-160:
- 5-03 прошёл капитальный ремонт в КАПО в 2009 году;
- 5-04 прошёл капитальный ремонт в КАПО в 2011 году;
- 5-05 прошёл капитальный ремонт в КАПО в 2012 году;
- 6-01 прошёл контрольно-восстановительное обслуживание в КАПО в 2008 году;
- 6-05 прошёл капитальный ремонт в КАПО в 2013 году.

## Эксплуатация

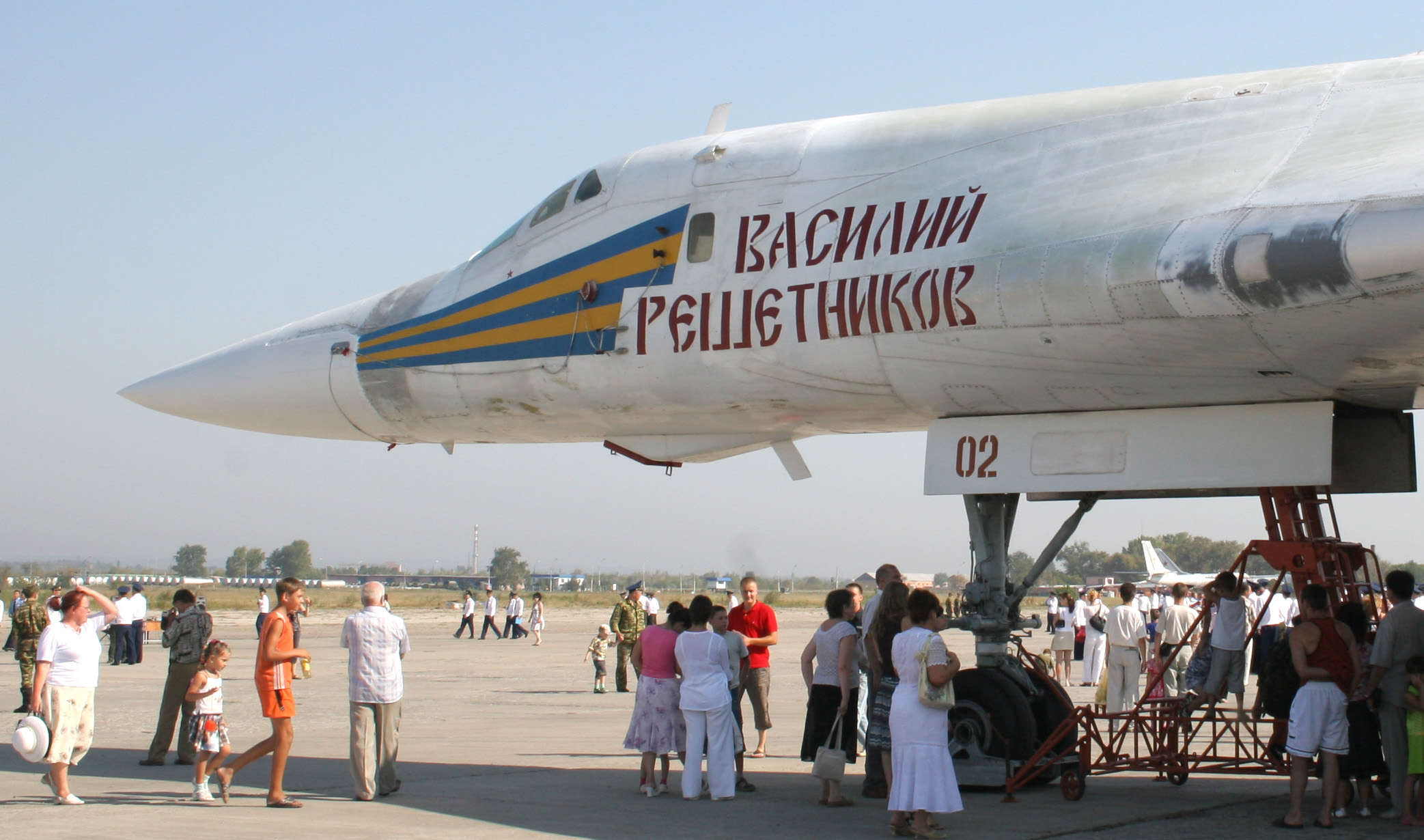
Ту-160 на авиабазе Энгельс

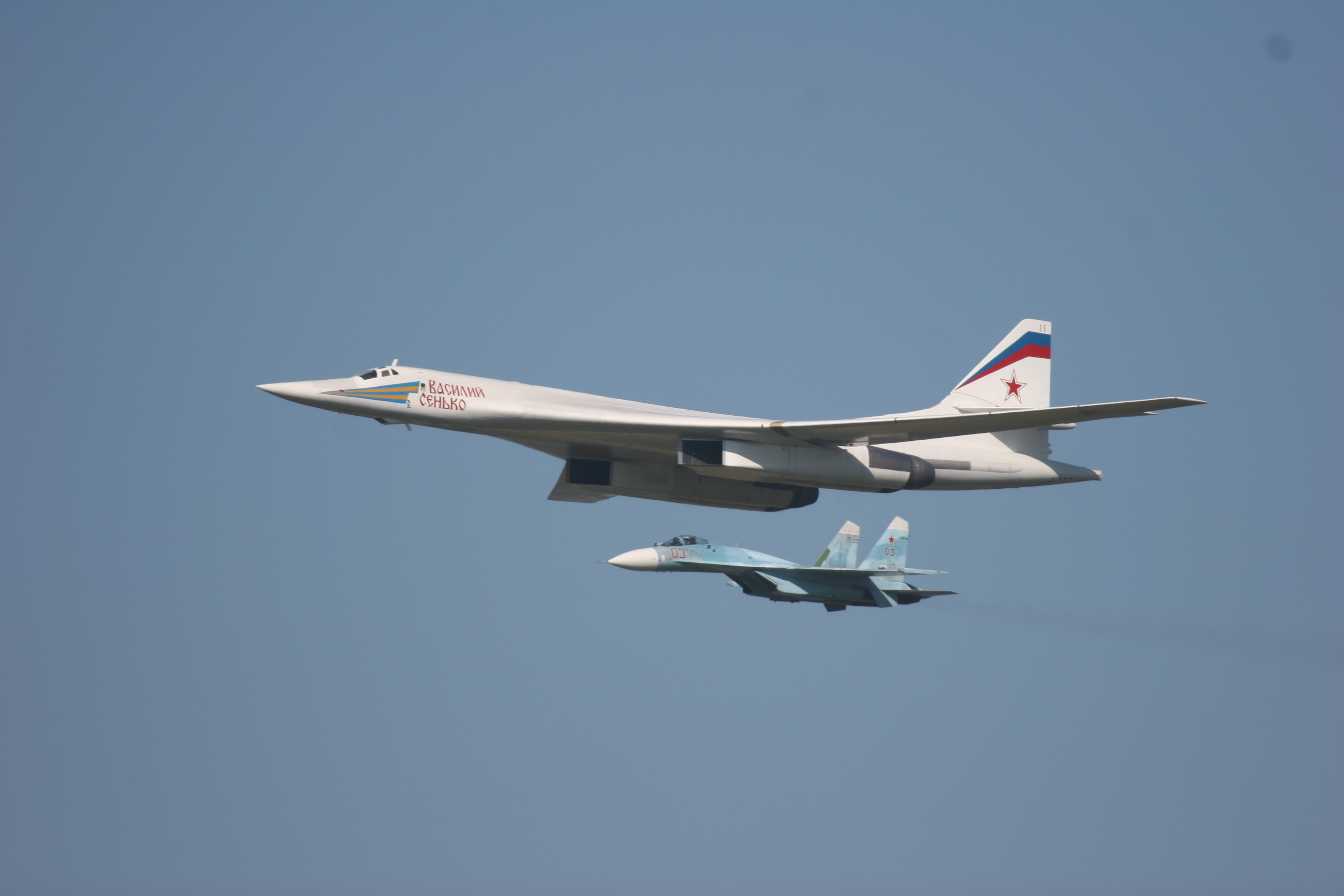
Ту-160 и Су-27

Схема окраски № 06 «Илья Муромец»

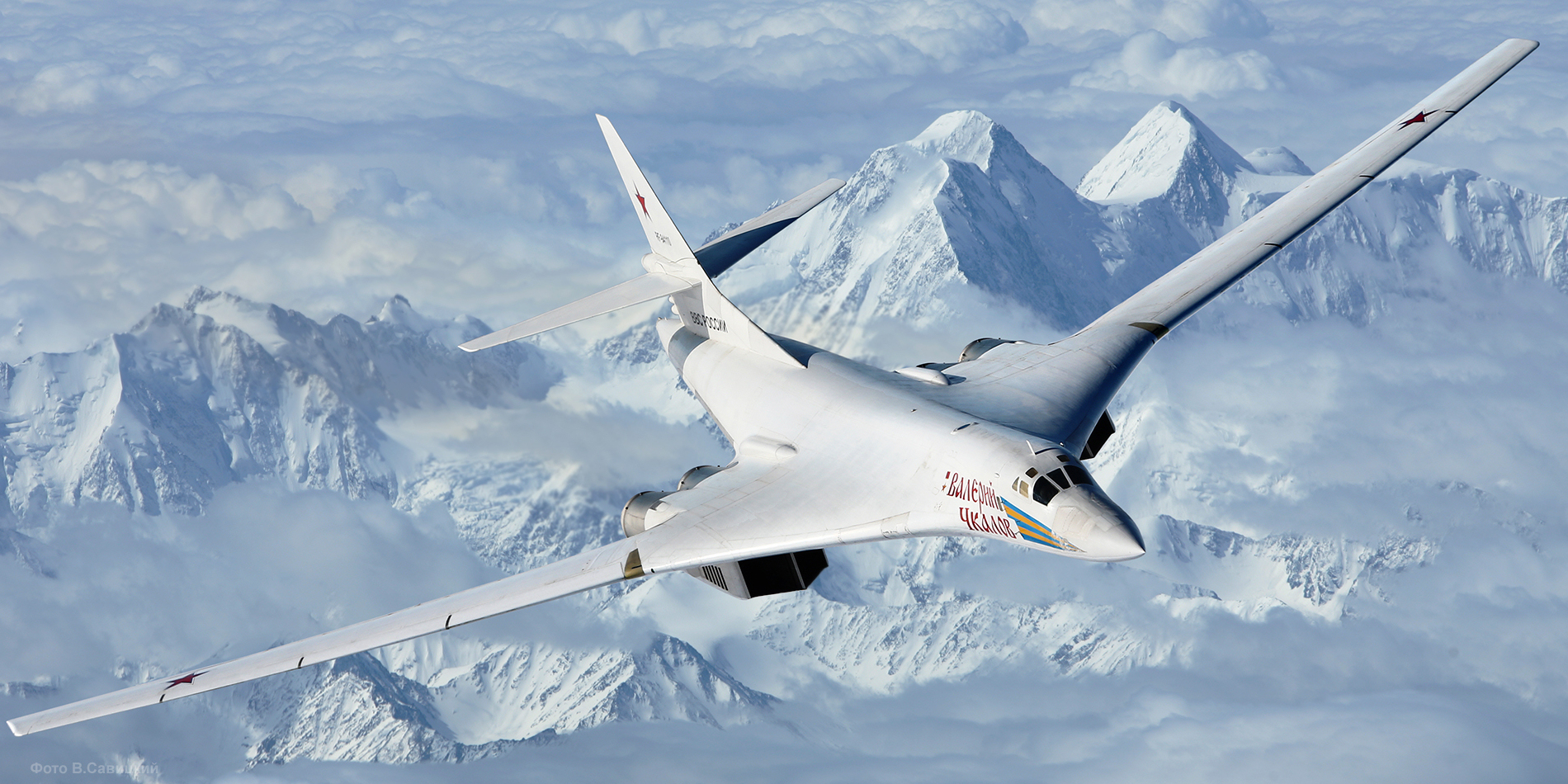
Ту-160

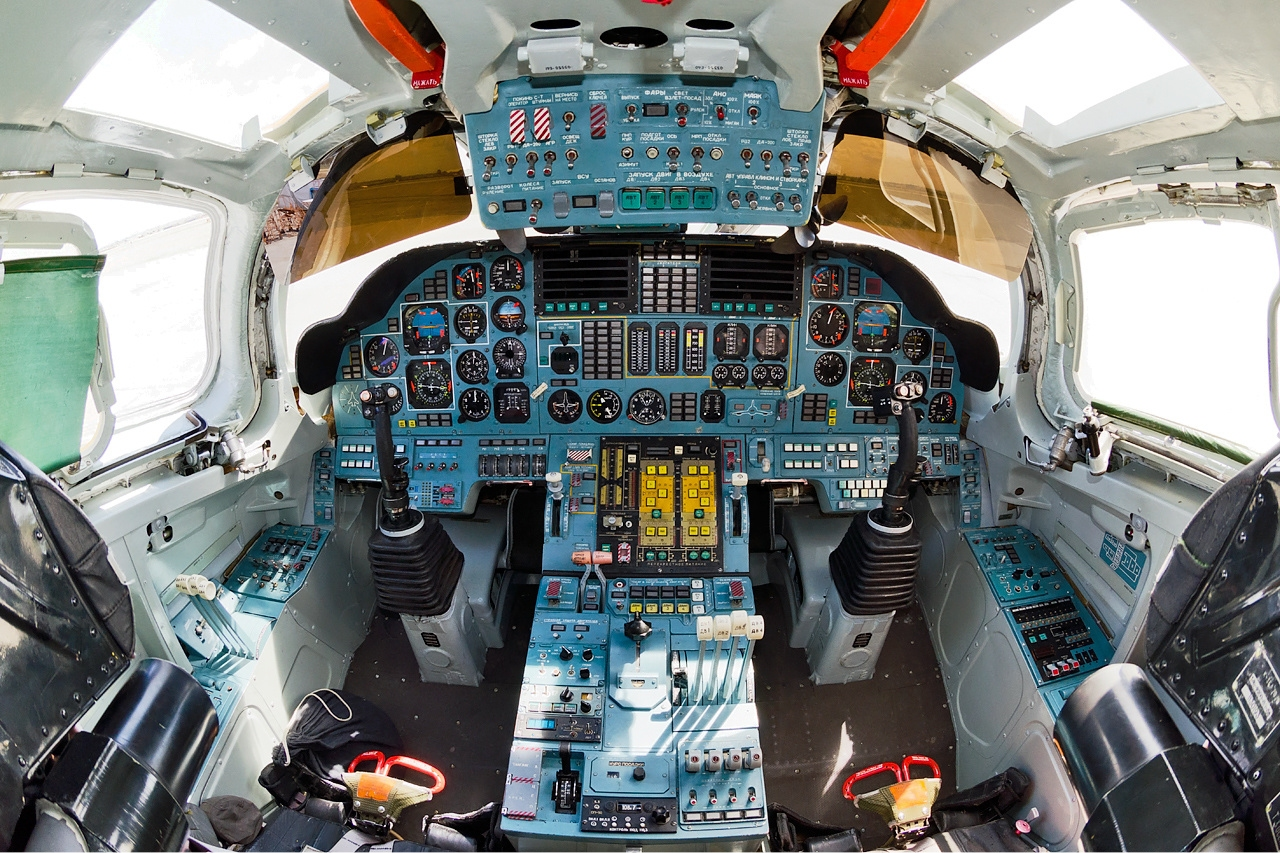
Кабина пилотов Ту-160

Первые два самолёта Ту-160 (№ 1-01 и № 1-02) поступили в 184-й гвардейский тяжёлый бомбардировочный авиаполк в Прилуках (УССР) в апреле 1987 года. При этом самолёты передавались в строевую часть до завершения государственных испытаний, что было обусловлено опережающими темпами постановки на вооружение американских бомбардировщиков B-1.
К 1991 году в Прилуки поступили 19 самолётов, из которых были сформированы две эскадрильи; после распада Советского Союза 8 из них были возвращены России.
В 1992 году Россия в одностороннем порядке прекратила полёты своей стратегической авиации в удалённые регионы.
В 1998 году Украина приступила к утилизации принадлежавших ей стратегических бомбардировщиков на выделенные США средства по программе Нанна — Лугара.
В 1999—2000 годах была достигнута договорённость, по которой Украина передала России восемь Ту-160 и три Ту-95 взамен на списание части долга по закупкам газа. Оставшиеся на Украине 11 единиц Ту-160 были утилизированы, кроме одной машины, которая приведена в небоеспособное состояние и находится в Полтавском музее дальней и стратегической авиации. Последний из оставшихся стратегических авиационных комплексов Ту-160 ВВС Украины был уничтожен 2 февраля 2001 года.
К началу 2001 года в соответствии с Договором ОСВ-2 Россия имела в боевом строю 15 самолётов Ту-160, из которых 6 ракетоносцев были официально вооружены стратегическими крылатыми ракетами.
В 2002 году Минобороны заключило договор с КАПО на модернизацию всех 15 самолётов Ту-160.
18 сентября 2003 года при выполнении испытательного полёта после ремонта двигателя произошла катастрофа, — самолёт с бортовым номером «01» разбился в Советском районе Саратовской области при заходе на посадку. Ту-160 упал в безлюдном месте в 40 км от аэродрома базирования. На борту машины находились четверо членов экипажа: командир Юрий Дейнеко, второй пилот Олег Федусенко, а также Григорий Колчин и Сергей Сухоруков. Все они погибли.
22 апреля 2006 года главнокомандующий Дальней авиацией ВВС России генерал-лейтенант Хворов сообщил, что в ходе учений группа модернизированных самолётов Ту-160 проникла в воздушное пространство США и осталась незамеченной. Однако ни подтверждений, ни опровержений данная информация не имеет.
5 июля 2006 на вооружение ВВС России был принят модернизированный Ту-160, который стал 15-м самолётом данного типа (б/н «19» «Валентин Близнюк»). Переданный в боевой состав Ту-160 был построен в 1986 году, принадлежал ОКБ Туполева и использовался для проведения испытаний.
По состоянию на начало 2007 года, в боевом составе Стратегических ядерных сил России, согласно данным Меморандума о взаимопонимании, находилось 14 стратегических бомбардировщиков Ту-160 (один бомбардировщик не заявлен в данных СНВ (б/н «19» «Валентин Близнюк»)).
17 августа 2007 года Россия возобновила полёты стратегической авиации в удалённых регионах на постоянной основе.
В июле 2008 года появились сообщения о возможном размещении на аэродромах Кубы, Венесуэлы и Алжира топливозаправщиков Ил-78, а также о возможном использовании аэродромов в качестве резервных для Ту-160 и Ту-95МС.
10 сентября 2008 года два бомбардировщика Ту-160 («Александр Молодчий» с б/н 07 и «Василий Сенько» с б/н 11) совершили перелёт с места базирования в Энгельсе на аэродром Либертадор в Венесуэле, используя в качестве аэродрома подскока аэродром Оленегорск в Мурманской области. На части пути по территории России бомбардировщики-ракетоносцы сопровождались (в целях прикрытия) истребителями Су-27 Санкт-Петербургского объединения ВВС и ПВО, во время полёта над Норвежским морем российские бомбардировщики были перехвачены двумя истребителями F-16 ВВС Норвегии, близ Исландии — двумя истребителями F-15 ВВС США.
Полёт от места промежуточной посадки в Оленегорске до Венесуэлы занял 13 часов. На борту самолётов не было ядерного оружия, но имелись учебные ракеты, с помощью которых отрабатывалось их боевое применение.
Это первый в истории Российской Федерации случай использования самолётами Дальней авиации аэродрома, расположенного на территории иностранного государства. В Венесуэле самолёты совершили учебно-тренировочные полёты над нейтральными водами в акваториях Атлантического океана и Карибского моря. 18 сентября 2008 года в 10:00 по московскому времени (UTC+4) оба самолёта вылетели с аэродрома Майкетия в Каракасе, а над Норвежским морем впервые за последние годы совершили ночную дозаправку в воздухе от заправщика Ил-78. В 01:16 (по московскому времени) 19 сентября совершили посадку на базовом аэродроме в Энгельсе, установив рекорд длительности полёта на Ту-160.
10 июня 2010 года два Ту-160 установили рекорд полёта на дальность в 18 тысяч км; продолжительность полёта ракетоносцев превысила показатель предыдущего года на два часа, составив 24 часа 24 минуты. Максимальный объём топлива при дозаправке составил 50 т, тогда как ранее — 43 т.
19 сентября 2020 года два Ту-160 установили мировой рекорд по дальности и продолжительности беспосадочного полёта для самолётов данного класса. Лётчики ВКС России находились в воздухе более 25 часов, преодолев свыше 20 тысяч километров. Полёт проходил в воздушном пространстве над нейтральными водами акваторий центральной части Северного Ледовитого океана, Тихого океана, Карского, Лаптевых, Восточно-Сибирского, Чукотского, Баренцева морей.

## Современное положение

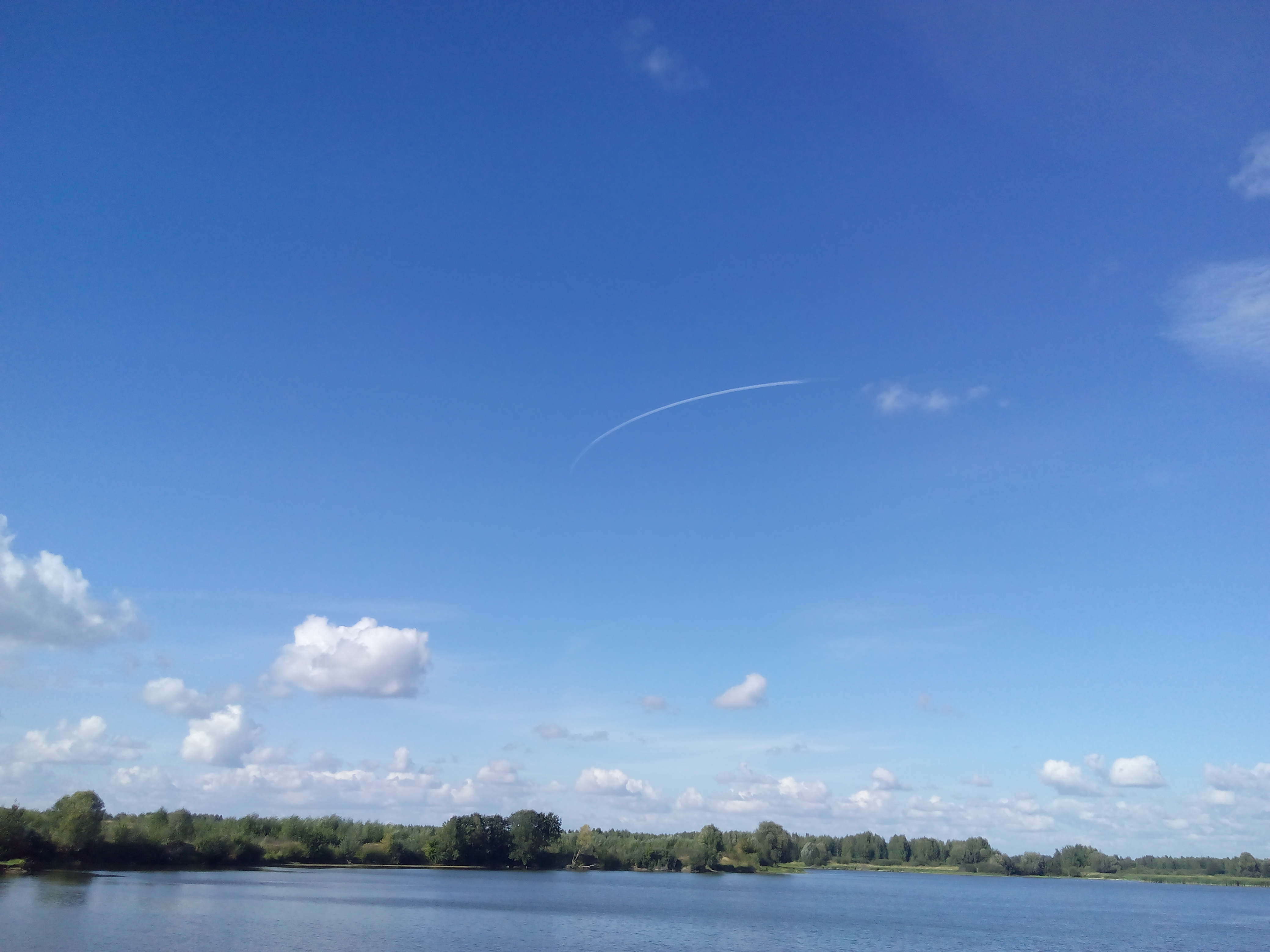
Испытательный полёт Ту-160М в небе над Казанью неподалёку от аэродрома Борисоглебское Казанского авиационного завода — 27.08.2016.

В феврале 2004 года сообщалось, что планируется достройка трёх новых самолётов из советских заделов. В итоге, были достроены два экземпляра: 8-03 и 8-04[когда?]

.
В составе ВВС России на начало 2013 года находилось 16 самолётов Ту-160.
В апреле 2015 года министр обороны России Сергей Шойгу заявил о необходимости возобновить производство ракетоносцев. В том же году Минобороны России приступило к заключению первых контрактов по возобновлению производства стратегических бомбардировщиков.
На 2017 год в составе ВКС России состоит 16 самолётов, принято решение об их полной модернизации.
Глубокую модернизацию пройдут все Ту-160, имеющиеся в составе ВВС РФ , они получат индекс Ту-160М; ракетоносцы, построенные на Казанском авиазаводе с нуля по программе возобновления производства Ту-160, получат индекс Ту-160М2.
ВВС приобретут не менее 50 бомбардировщиков Ту-160М(?)[прояснить]. 

По словам[когда?]

 командующего дальней авиацией России Игоря Хворова, модернизированные самолёты смогут, помимо крылатых ракет, поражать цели с помощью авиабомб, получат возможность использовать связь через космические спутники и будут обладать улучшенными характеристиками прицельного ведения огня. Ту-160М планируется оснастить новой системой вооружения, позволяющей применять перспективные крылатые ракеты и бомбовое вооружение. Полной модернизации также подвергнется радиоэлектронное и авиационное оборудование.
Возобновление производства новых самолётов классификации Ту-160М / Ту-160М2 ожидалось не ранее 2023 года, однако производство Ту-160М2 началось раньше — уже в январе 2022 года первый самолёт совершил свой первый полёт. В ноябре 2016 года на Казанском авиационном заводе (КАПО) начали восстанавливать ключевые технологии для производства Ту-160. В середине июня 2017 года заместитель министра обороны РФ Ю. И. Борисов заявил «…что предварительная сварка подтвердила восстановление технологии изготовления самолёта. Вылет первого модернизированного самолёта Ту-160М2 был запланирован на 2018 год, а серийное производство в рамках переоснащения стратегической авиации — на 2021-й».
16 ноября 2017 года на КАПО прошла выкатка опытного образца модернизированного Ту-160М.
В 2018 г. Минобороны заключило с ОАК контракт на поставку десяти Ту-160М2, на сумму 180 млрд руб.

В декабре 2018 года в Минобороны сообщили о вводе в состав Дальней авиации нового(?) ракетоносца Ту-160[какого?]. Согласно неофициальным сообщениям и фотографиям Дальняя авиация ВКС России начала внедрять новую схему окраски своих стратегических бомбардировщиков Ту-160.

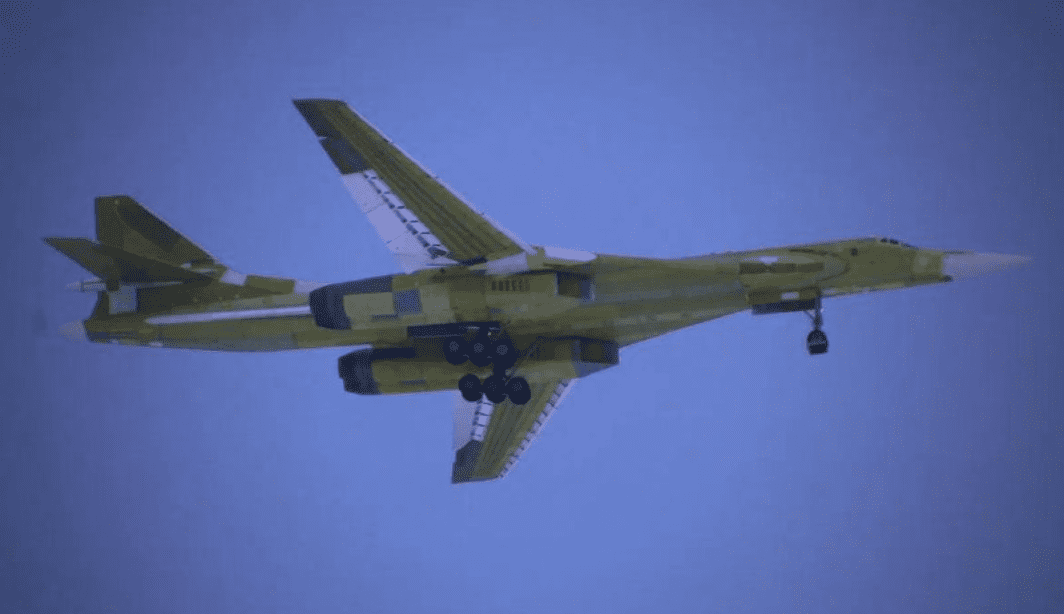
Первый полёт вновь изготовленного Ту-160М2

2 февраля 2020 года модернизированный Ту-160М выполнил первый испытательный полёт на аэродроме КАПО. Полёт проходил на высоте 1,5 км и длился 34 минуты.
12 января 2022 года первый вновь изготовленный Ту-160М2 совершил первый полёт с аэродрома КАПО. Полёт проходил на высоте 600 метров и длился около 30 минут.
В декабре 2022 два ракетоносца — первый построенный по программе воспроизводства и ещё один, прошедший глубокую модернизацию, — были переданы на лётные испытания.; по заявлению «Ростеха», в модернизированной машине на 80 % обновлены системы и оборудование, машина оснащена двигателями НК-32 второй серии.

## Проекты модификаций
| Название модели  | Краткие характеристики, отличия. |
| ---------------- | --- |
| Ту-160 (НК-74)   | С более экономичными двигателями НК-74 (увеличенной дальностью полёта). |
| Ту-160В (Ту-161) | Проект самолёта с силовой установкой, работающей на жидком водороде. Также от базовой модели отличался размерами фюзеляжа, рассчитанного на размещение баков с жидким водородом. |
| Ту-160К          | Эскизный проект боевого авиационно-ракетного комплекса «Кречет». Разработка началась в 1983 году, выпущен КБ «Южное» в декабре 1984 года. Предполагалось размещение двух двухступенчатых баллистических ракет (1-я ступень — твердотопливная, 2-я — жидкостная) массой 24,4 т на самолёте-носителе. Общая дальность комплекса предполагалась более 10 000 км. Боевая часть: 6 РГЧ ИН или моноблочная ГЧ с комплексом средств для преодоления ПРО. КВО — 600 м. Разработки были прекращены в середине 1980-х годов. |
| Ту-160М          | Проект модернизации Ту-160, предусматривающий установку нового радиоэлектронного оборудования и вооружения. Способен нести обычное вооружение, например, 90 ОФАБ-500У, массой около 500 кг и сплошным радиусом поражения 70—100 м. 2 февраля 2020 года состоялся первый полет Ту-160М. |
| Ту-160М2         | Проект глубокой модернизации Ту-160 с двигателями НК-32-02 и с элементами интегрированной модульной авионики (ИМА). «В рамках проекта модернизации Ту-160 КРЭТ создаст новые вычислительные и бортовые системы, средства контроля, бесплатформенную инерциальную навигационную систему, комплекс РЭБ, топливомерно-расходомерные системы, а также системы управления вооружением». Первый полёт состоялся 12 января 2022 года |
| Ту-160П          | Проект тяжёлого истребителя сопровождения, вооружённого ракетами класса «воздух — воздух» большой и средней дальности действия. |
| Ту-160ПП         | Самолёт радиоэлектронной борьбы, был доведён до этапа изготовления натурного макета и полностью определён состав оборудования. |
| Ту-160СК         | Самолёт-носитель воздушно-космической жидкостной трёхступенчатой системы «Бурлак» массой 20 т. Предполагалось, что масса полезного груза, выводимого на орбиту, может достигать от 600 до 1100 кг, а стоимость доставки будет в 2—2,5 раза ниже, чем у аналогичных по грузоподъёмности ракет с наземным стартом. Пуск ракеты должен был выполняться на высотах от 9 до 14 км при скорости полёта носителя 850—1600 км/ч. По своим характеристикам комплекс «Бурлак» должен был превосходить американский дозвуковой стартовый комплекс, созданный на базе самолёта-носителя Boeing B-52 и ракеты-носителя «Pegasus». Основное назначение — восполнение группировки спутников в условиях массового уничтожения космодромов. Разработка комплекса началась в 1991 году, ввод в эксплуатацию планировался в 1998—2000 годах. В состав комплекса должен был входить командно-измерительный пункт на базе Ил-76СК и комплекс наземного обслуживания. Дальность полёта самолёта-носителя в зону пуска РКН составляет 5000 км. 19 января 2000 года в Самаре ГНПКРЦ «ЦСКБ-Прогресс» и Аэрокосмическая корпорация «Воздушный старт» подписали соглашение о сотрудничестве по созданию авиационно-ракетного комплекса космического назначения (АРККН) «Воздушный старт». |

## На вооружении

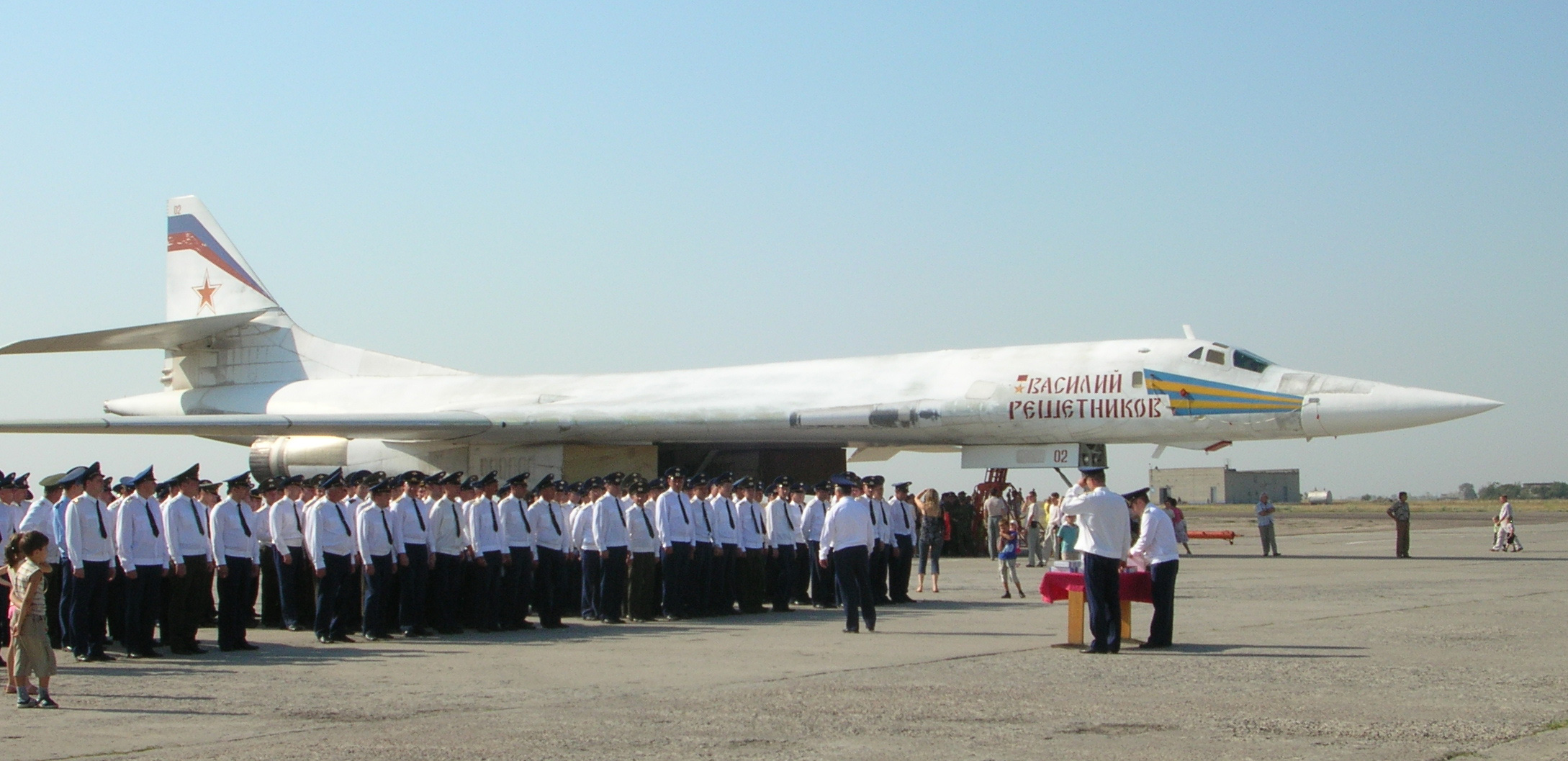
Парадный строй на авиабазе Энгельс на фоне Ту-160, 2007 год

### Состоит на вооружении
Россия, ВКС России — 6 Ту-160, 7 Ту-160 модернизированных и 3 Ту-160М (на испытаниях) по состоянию на 2024 год. Стоят на вооружении 22-й ТБАП (авиабаза Энгельс)

### Состоял на вооружении
СССР, ВВС СССР — Ту-160 состояли на вооружении вплоть до распада страны в 1991 году.
 Украина, Дальняя авиация Украины — После распада СССР на Украине на авиабазе Прилуки находилось 19 самолётов Ту-160. С 1998 года по программе Нанна — Лугара Украиной были утилизированы 10 самолётов, один был передан в Полтавский музей дальней авиации, оставшиеся восемь были переданы России в уплату за природный газ. В присутствии американских сенаторов Ричарда Лугара и Карла Левина первым был разрезан Ту-160 с бортовым номером 24, выпущенный в 1989 году и имевший 466 часов налёта. Вторым был утилизирован Ту-160 с бортовым номером 13, построенный в 1991 году и имевший налёт 18 часов.

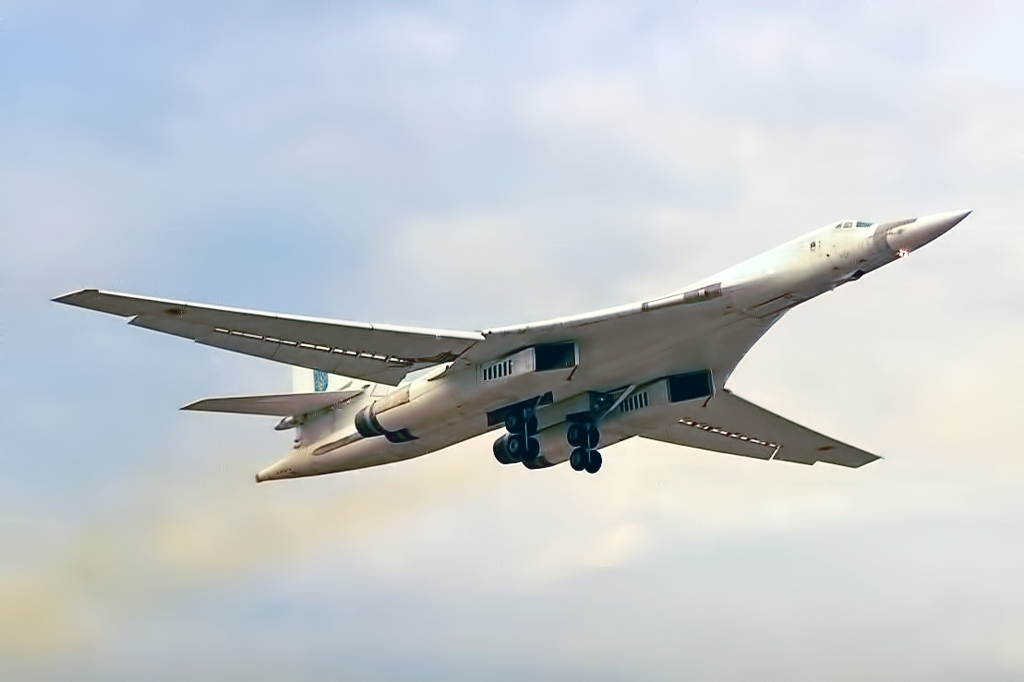
Ту-160 ВВС Украины, 1997 год

8 сентября 1999 года в Ялте было подписано межправительственное соглашение между Украиной и Россией по обмену 8 Ту-160, 3 Ту-95МС, 575 крылатых ракет и аэродромного оборудования в уплату за поставленный Россией природный газ на сумму 285 млн долларов. Передача была завершена 21 февраля 2000 года, когда два последних Ту-160 вылетели на авиабазу «Энгельс-2».

## Боевое применение
Первое боевое применение Ту-160 произошло во время военной операции России в Сирии, в период с 17 ноября 2015 года по 20 ноября 2015 года. Удары наносились крылатыми ракетами Х-555 (модификацией Х-55 с неядерной БЧ) и Х-101 по объектам Исламского государства. Затем в ходе сирийской кампании бомбардировщик применялся неоднократно.
Используется в ходе вторжения России на Украину для запусков крылатых ракет X-22, Х-101, X-55 по территории Украины из воздушного пространства России.

## Критика
Хотя в проекте Ту-160 нет серьёзных конструктивных недостатков, одной из серьёзных проблем Ту-160 является отсутствие скрытности и высокая радиолокационная заметность.
Авиационный эксперт Андрей Горбачевский, который долгие годы занимался авиационными РЛС, считает что модернизация устаревшего, по его мнению, Ту-160 является нецелесообразной, а использование Ту-160М2 в качестве компонента ядерной триады и в обычных конфликтах, в частности из-за отсутствия скрытности — неэффективным. Также критично эксперт отнёсся к созданию гражданской версии самолёта.

## Тактико-технические характеристики

Проекции Ту-160

### Технические характеристики
- Экипаж: 4 человека
- Длина: 54,1 м
- Размах крыла: 55,7 / 50,7 / 35,6 м
- Высота: 13,1 м
- Площадь крыла: 232 м²
- Масса пустого: 110 000 кг
- Нормальная взлётная масса: 267 600 кг
- Максимальная взлётная масса: 275 000 кг
- Двигатели: 4 × ТРДДФ НК-32
  - Тяга максимальная: 4 × 18 000 кгс
  - Тяга на форсаже: 4 × 25 000 кгс
- Масса топлива: 148 000 кг[109]

### Лётные характеристики
- Максимальная скорость:
  - на высоте: 2000 км/ч (М=1,64)[110]
  - у земли: 1030 км/ч (М=0,86)
- Крейсерская скорость: 850 км/ч (М=0,71)[111]
- Максимальная дальность без дозаправки: 13 950 км
- Максимальная дальность на сверхзвуковой скорости (М=1,5): 2000 км
- Практическая дальность без дозаправки: 12 300 км
- Боевой радиус: 7300 км
- Продолжительность полёта: 25 ч
- Практический потолок: 16 000 м[112]
- Скороподъёмность: 4400 м/мин
- Длина разбега/пробега: 900 м
- Нагрузка на крыло:
  - при максимальной взлётной массе: 1185 кг/м²
  - при нормальной взлётной массе: 1150 кг/м²
- Тяговооружённость:
  - при максимальной взлётной массе: 0,37
  - при нормальной взлётной массе: 0,36[109]

### Сравнение Ту-160 с аналогами
|                                           | Ту-160    | Т-4 («сотка»)    | Ту-95   | B-1A   | B-1B                                | B-2        | B-52       |
| ----------------------------------------- | --------- | ---------------- | ------- | ------ | ----------------------------------- | ---------- | ---------- |
| Внешний вид                               |           |                  |         |        |                                     |            |            |
| Максимальная взлётная масса, т            | 275       | 170              | 172,0   | 176,8  | 216,4                               | 171        | 229        |
| Максимальная боевая нагрузка, т           | 45        | 18 (у Т-4М)      | 20      | 34     | 60,7 (34,02 + 26,67)                | 27         | 22,7       |
| Максимальная скорость, км/ч               | 2230      | 3200 (расчётная) | 890—905 | 2300   | 1300                                | 1010       | 957        |
| Боевой радиус, км                         | 7300      | нет данных       | 6500    |        | 5543                                | 5300       | 7210       |
| Дальность с боевой нагрузкой, км          | 10 500    | нет данных       | 12 100  | 9817   | 8195 (с боевой нагрузкой в 26,88 т) | нет данных | нет данных |
| Максимальная дальность, км                | 00013 950 | 7000             | 15 000  |        | 00013 500                           | 11 100     | 0016 090   |
| Рабочий потолок, м                        | 12 000    | 25 000           | 11 900  | 18 900 | 18 290                              | 15 000     | 16 765     |
| Совокупная тяга двигателей, кгс           | 100 000   | 64 000           | 48 000  |        | 55 400                              | 31 300     | 61 680     |
| Применение технологий снижения заметности | нет       | нет              | нет     | нет    | частично                            | да         | нет        |
| Участие в боевых действиях                | да        | нет              | да      | нет    | да                                  | да         | да         |
| Количество самолётов в строю              | 17        | нет              | 60      | нет    | 61                                  | 20         | 80         |

## В культуре
- В 2013 году Банком России выпущена серебряная монета номиналом 1 рубль в серии «История русской авиации», посвящённая Ту-160[127].
- В 2022 году Банком России выпущена серебряная монета номиналом 3 рубля, посвящённая 100-летию ОКБ имени А. Н. Туполева, на которой изображен Ту-160[128].

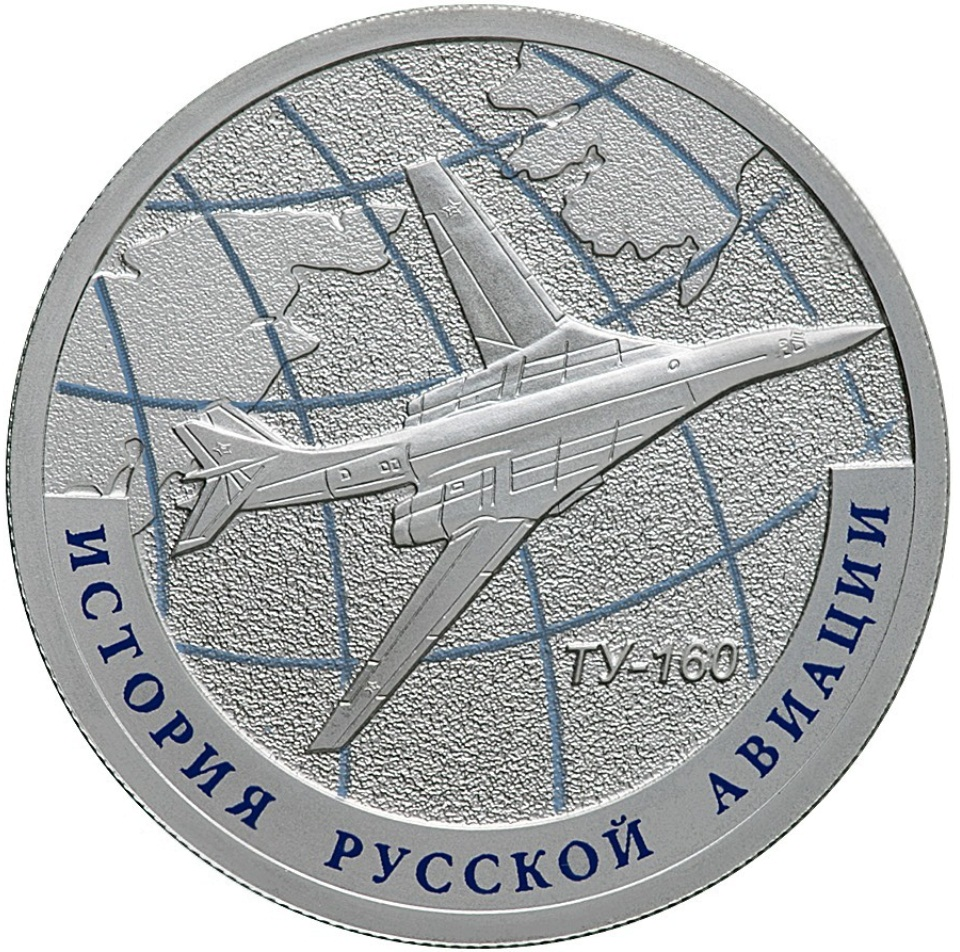
Монета Банка России (2013)
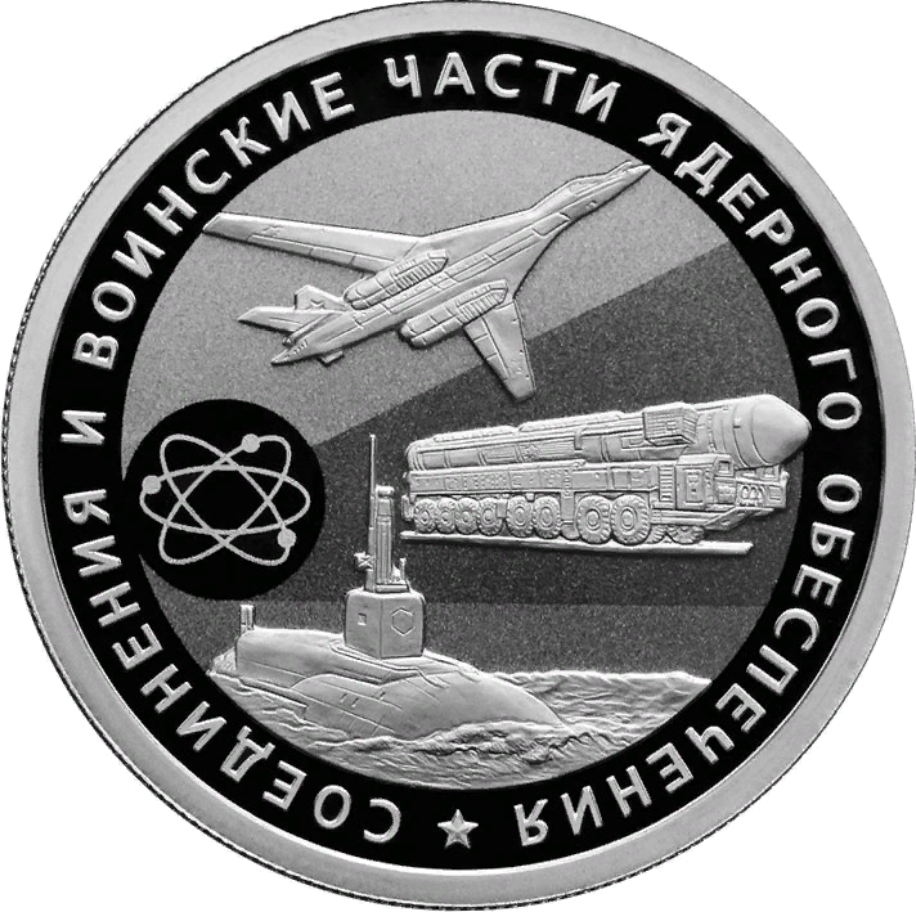
Монета Банка России (2019)
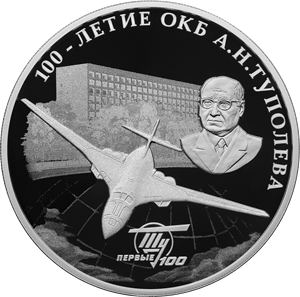
Монета Банка России (2022)